# Стрибки у воду на Чемпіонаті світу з водних видів спорту 2023 — командні змагання
Командні змагання зі стрибків у водуна Чемпіонаті світу з водних видів спорту 2023 відбулися 18 липня 2023 року.

## Результати
Фінал відбувся 18 липня о 11:00 за місцевим часом.
| Місце | Країна         | Стрибуни                                                                        | Очки   |
| ----- | -------------- | ------------------------------------------------------------------------------- | ------ |
| 1     | Китай          | Бай Юмінг Женг Джіюань Си Яцзе Жанг Мінджіе                                     | 489.65 |
| 2     | Мексика        | Габріела Агундес Джахір Окампо Рандал Вільярс Аранца Вазкес Монтано             | 455.35 |
| 3     | Німеччина      | Тімо Бартель Лена Гентшель Крістіна Вассен Моріц Вейсманн                       | 432.15 |
| 4     | Австралія      | Нікіта Хайнц Меддісон Кіні Кессієл Руссо Лі Шисінь                              | 426.15 |
| 5     | США            | Кріста Палмер Джек Раян Джессіка Парратто Джордан Ржепка                        | 421.40 |
| 6     | Іспанія        | Росіо Велазкес Альберто Аревало Карлос Камачо Валерія Антоліно                  | 400.00 |
| 7     | Італія         | Сара Джодойн Ді Марія Лоренцо Марсалья К'яра Пеллакані Едуард Тімбретті Джуджіу | 365.85 |
| 8     | Південна Корея | Кім Су Чі Ї Джа Гйон Чо Еун Бі Кім Йонг Тхек                                    | 345.60 |
| 9     | Куба           | Аніслей Гарсія Карлос Ескалона Прісіс Руїз Карлос Рамос                         | 341.50 |
| 10    | Малайзія       | Нур Бінті Мухаммад Абрар Радж Кімберлі Бонг Jeilson Jabillin Hanis Jaya Surya   | 320.00 |
| 11    | Бразилія       | Луана Ліра Інгрід де Олівейра Ізаак Соуза Рафаель Фогаса                        | 298.70 |
| 12    | Індонезія      | Андріян Гледіс Ларіеса Гаріна Хага Адітьйо Ресту Путра                          | 274.00 |
| 13    | Нова Зеландія  | Мікалі Доусон Антон Довн-Дженкінс Елізабет Рассел Люк Сіпкес                    | 270.90 |
| 14    | Макао          | Чой Сут Куан Хі Хйон Вінг Ло Ка Вай Жанг Хой                                    | 225.75 |